# 云岭 (酒庄)

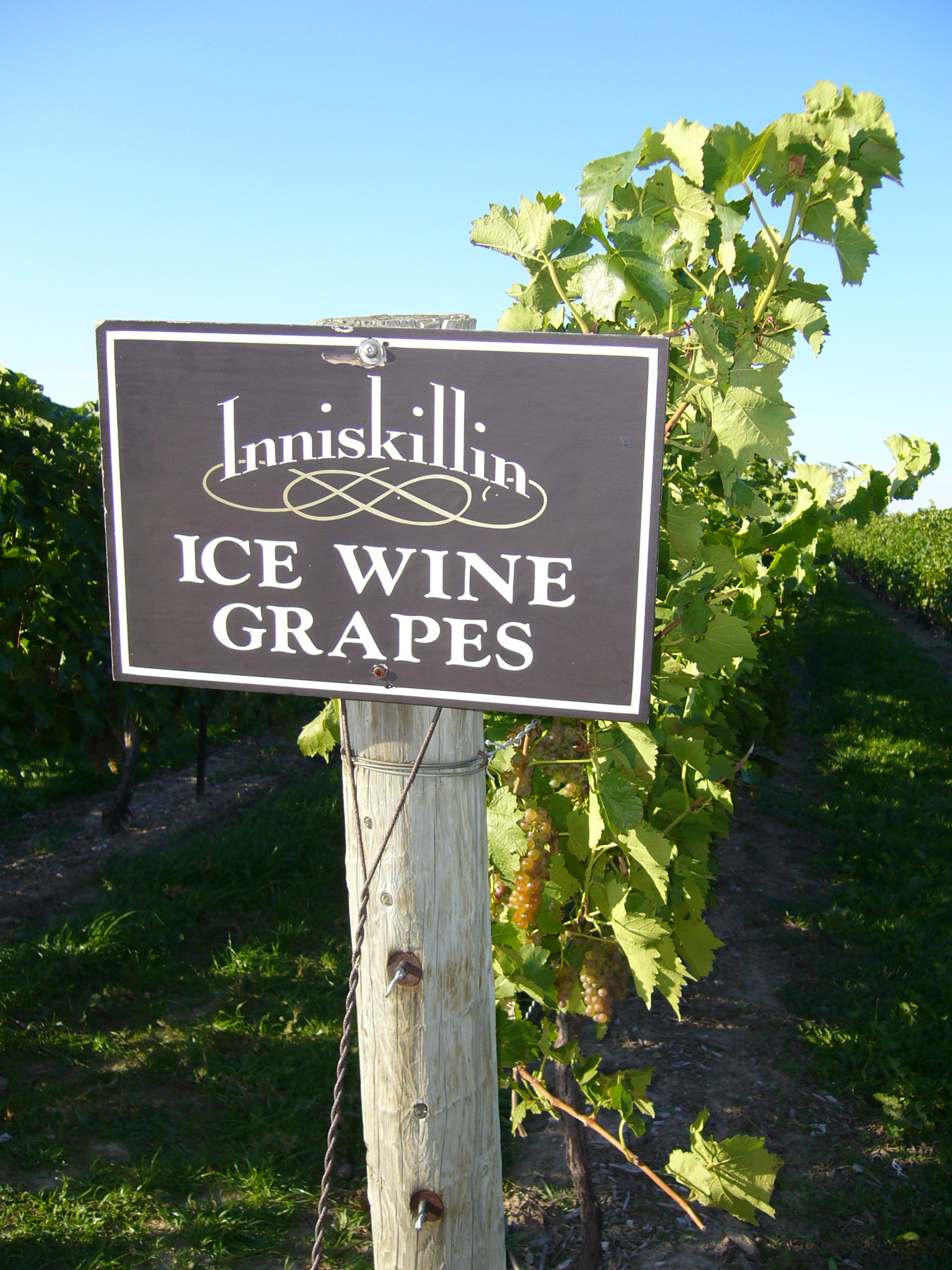

云岭（英语：Inniskillin）是一个创建于加拿大安大略省滨湖尼亚加拉市的酒庄。云岭最知名的就是他的冰酒，在加拿大葡萄酒制造业扮演了先锋角色。1994年，云岭在加拿大不列颠哥伦比亚省的欧肯纳根在原来的地点（云岭-尼亚加拉）以外又新开了一个酒庄。

## 历史
云岭的创始人唐纳德·兹莱多（Donald Ziraldo）和卡尔·凯撒（Karl Kaiser）于1974年开始筹备组建云岭。在着手创立云岭之前，兹莱多开了一个葡萄藤苗圃，卡尔·凯撒是一个家庭酿酒师。他们于1974年种下第一批葡萄，出于这两人怀揣制造高质量的葡萄酒的决心，他们的葡萄园种植的是从欧洲比较冷的地区挑选的酿酒葡萄这一传统的欧洲葡萄品种。他们的第一个葡萄园的面积为32英亩（约129,499.41平方米，约等于194.24亩），种植了雷司令,莎当妮和嘉美。
那个年代，尼亚加拉的葡萄酒酿造业只有5家种植美国（非酿酒葡萄）葡萄藤的酒庄，自1929年开始，就没有过酒庄获得过许可证。兹莱多于1975年成功游说到了云岭的许可证，这也是加拿大废除禁酒令后，这个地区的第一张酒庄许可证。云岭于1975年7月31日正式注册成为酒业公司， 1977年是他们的第一个丰收季节。在等待他们酿酒葡萄成熟的过程中，他们培养出了杂交葡萄。 1978年，云岭将搬到布雷伯恩庄园作为其沿用至今的办公地点。布雷伯恩庄园是一个1920年代谷仓，在弗兰克·劳埃德·赖特的启发下，两人将其改造曾为了一个酒庄，现在已经成为了一个地标性建筑。

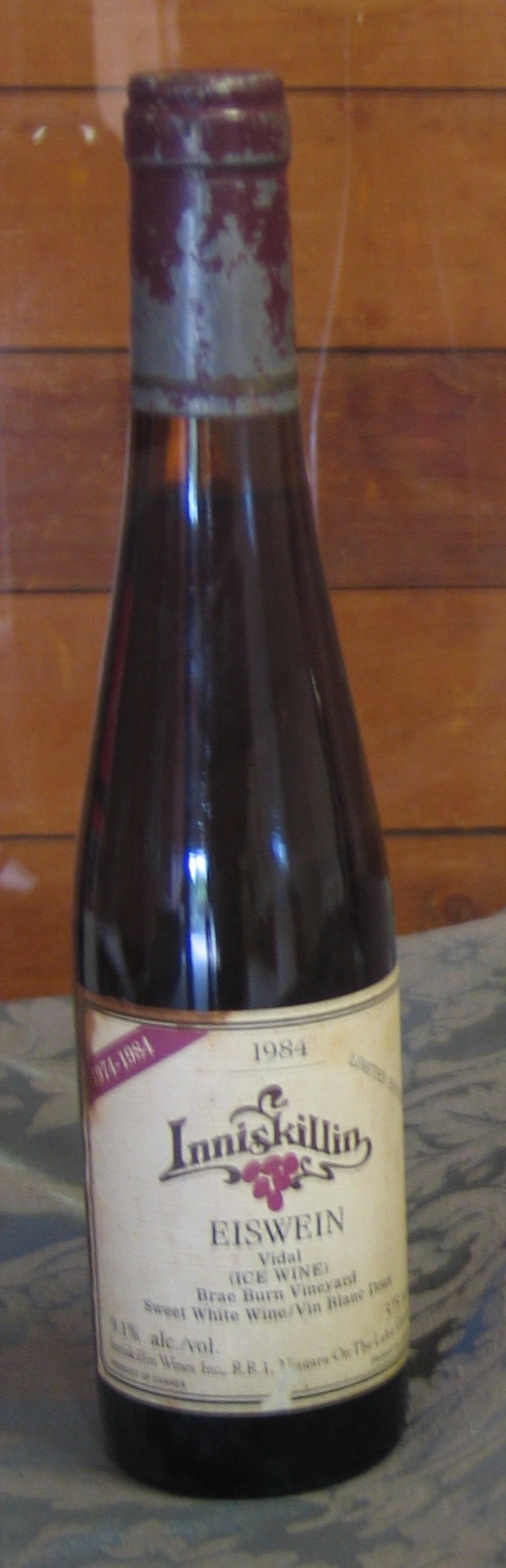
云岭生产的第一批冰酒——1984年的威代尔，实际上标签为德语的冰酒"Eiswein"。

云岭最初的产品只有白葡萄和红葡萄餐酒，但几年之后便有了很大的发展。1983年，卡尔·凯撒和另外三个安大略省的酒庄主为了有效的利用加拿大的恶劣天气都转而开始制造冰酒。云岭和他的尼亚加拉邻居埃瓦尔德·赖夫（Ewald Reif）的作物都被鸟基本吃光了，与此同时，两个位于安大略省另外位置的两个酒庄希勒布兰德（Hillebrand）和碧绿岛（Pelee Island）确以冻葡萄的形式保住了一小部分的作物。 1984年，凯撒给葡萄园安装了保护网并得以保住了酒庄的第一批冰酒。这批就是用种在布雷伯恩庄园的威代尔葡萄酿造的，但却贴上了"Eiswein"（德国与奥地利的葡萄酒术语）的标签。因此，云岭成为了加拿大最早一批以商业规模大量酿造冰酒的酒庄。云岭的威代尔冰酒在1989年获得了Vinexpo的Grand Prix d’Honneur奖使得加拿大冰酒于1991年开始享誉世界。
云岭的两个创始人进行了很好的分工，凯撒负责酿酒，兹莱多任公司的董事长并负责市场营销。兹莱多在成立加拿大葡萄酒品质联盟（Vintners Quality Alliance，VQA）时也有众多积极贡献，并出任了该联盟的第一任主席。
1992年，云岭和卡地亚葡萄酒公司合并（卡地亚葡萄酒公司是该地区历史最悠久的酒庄之一，创建于1889年）成立了卡地亚云岭酿酒公司。1993年，卡地亚云岭酿酒公司和布莱特（T.G. Bright）（成立于1874年，成立之初名称为Niagara Falls Wine Company）合并成立了威克尔国际有限公司。自此，云岭成为了威克尔的子公司，但商标延续下来，兹莱多和凯撒也一直保持着原有的职责。
1994年，云岭在不列颠哥伦比亚省的欧肯纳根以云岭-欧肯纳根的名字开设了另一个酒庄。自此，原有的酒庄被称为云岭-尼亚加拉来予以区分。云岭开始和当地的第一民族合作，这也使得云岭能很好的在第一民族土地上能很好的培育供给云岭-欧肯纳根的葡萄。1996年，云岭通过收购欧肯纳根的一家酒庄扩张了在当地的业务以及获得奥肯纳根葡萄园
和黑马葡萄园两个葡萄园。
2006年4月，星座集团收购了云岭的母公司威克尔国际有限公司，并使之成为了威克尔（加拿大）。同年，Karl Kaiser退休，但担任起云岭冰酒方面的顾问，兹莱多从酿酒转为董事长。

## 葡萄酒

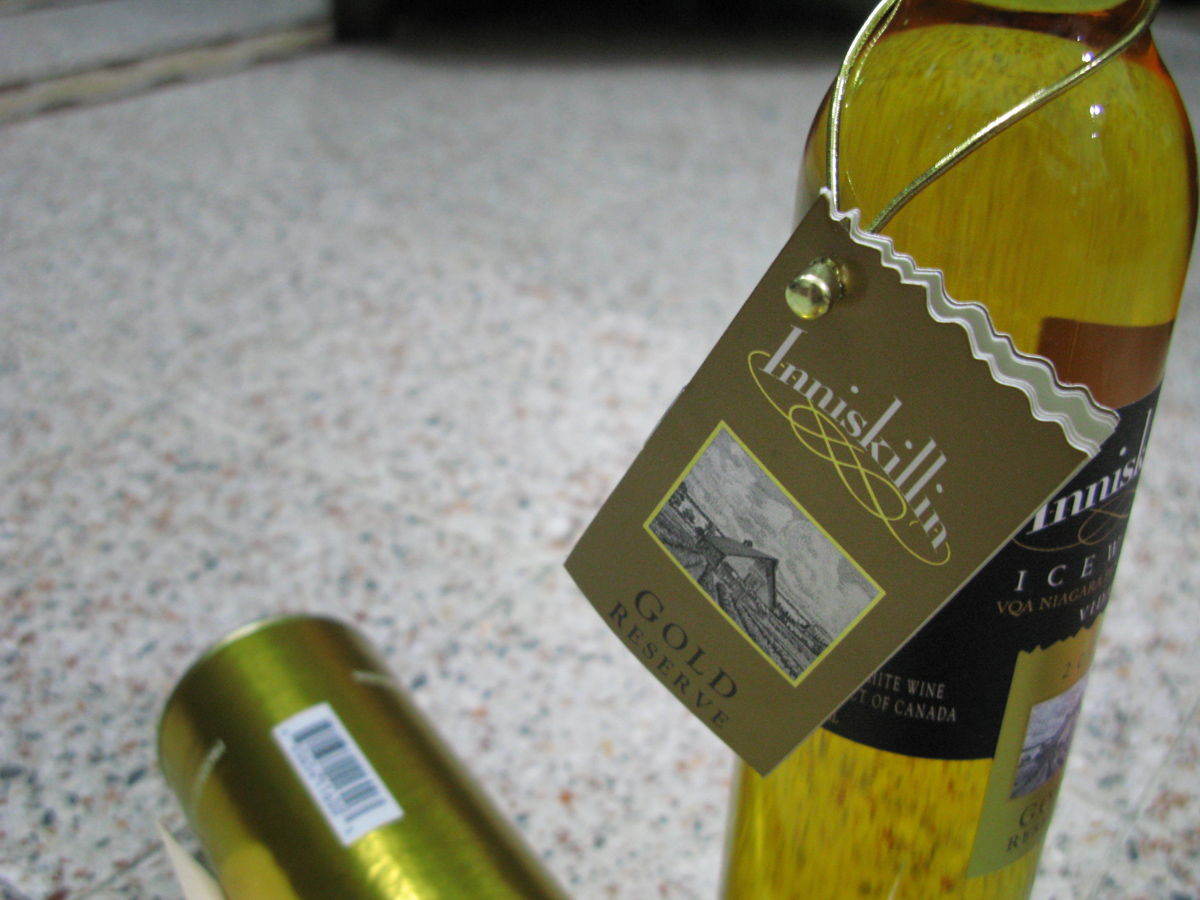
云岭金牌橡木桶陈酿

云岭的冰酒产量占了整个酒庄产量的10%，冰酒对于云岭来说商业地位很重。 母公司Vincor已经选出云岭作为集团最主要的冰酒出口商了。云岭的冰酒也是加拿大冰酒出口商中出口国家最多的出口商之一，出口至美国、日本和欧洲。
云岭生产的所有葡萄酒都已经过VQA的认证，绝大部分都是单一品种的酒，他们所生产的餐酒有五种等级。
- 品种系列（尼亚加拉和欧肯纳根），是几种单一品种并且仅标注着他们原产地的葡萄酒系列，未经橡木陈酿的白葡萄酒和未经橡木陈酿或轻微橡木陈酿的红葡萄酒。

- 典藏系列（尼亚加拉和欧肯纳根），葡萄酒的品种仅限于少数几个品种。典藏系列的雷司令葡萄酒是未经橡木陈酿的，其余白葡萄酒和红葡萄酒的橡木酿造程度都比品种系列的酒深。

- 探索系列（欧肯纳根）， 是由在欧肯纳根不常见的葡萄品种酿造的酒。

- 单一葡萄园系列（尼亚加拉和欧肯纳根），主要是来自单一的被认为优良的葡萄园的葡萄品种酿造而成。

- 创始人系列（尼亚加拉），数量有限的霞多丽和黑皮诺葡萄酒。

## 葡萄园
云岭葡萄的来源有的是从自己的葡萄园里，还有一部分是尼亚加拉半岛的其他葡萄园。在欧肯纳根，情况也类似，葡萄来自于奥肯纳奎恩部落的葡萄园。唯一的非酿酒葡萄的葡萄就是威代尔，用于酿造冰酒。下表是葡萄园的情况：
| 葡萄园       | VQA产地      | VQA副产地  | 面积               | 主要葡萄品种                                 | 备注                                                               |
| ------------ | ------------ | ---------- | ------------------ | -------------------------------------------- | ------------------------------------------------------------------ |
| 布雷伯恩庄园 | 尼亚加拉半岛 | 尼亚加拉河 |                    | 黑比诺，雷司令，威代尔                       | 自有。云岭-尼亚加拉这个葡萄园自1978年就拥有该葡萄园。              |
| 蒙太古庄园   | 尼亚加拉半岛 | 四里溪     | 100英畝（40公頃）  | 莎当妮，黑比诺，梅洛葡萄，灰比诺，雷司令     | 自有。                                                             |
| 西格葡萄园   | 尼亚加拉半岛 | 尼亚加拉河 | 120英畝（49公頃）  | 莎当妮，雷司令，黑比诺，品丽珠，嘉美，威代尔 | 是云岭1974年创立之初的葡萄园，也包含了1977年卖给Seeger家族的部分。 |
| 克洛泽葡萄园 | 尼亚加拉半岛 | 尼亚加拉河 | 15英畝（6.1公頃）  | 莎当妮，赤霞珠                               |                                                                    |
| 舒尔葡萄园   | 尼亚加拉半岛 | 林肯湖岸   | 170英畝（69公頃）  | 莎当妮, 梅洛葡萄, 黑比诺, 雷司令, 威代尔     |                                                                    |
| 布雷伯恩庄园 | 欧肯纳根谷   |            | 23英畝（9.3公頃）  |                                              | 自有。                                                             |
| 西黄松葡萄园 | 欧肯纳根谷   |            |                    |                                              | 自有。                                                             |
| 探索葡萄园   | 欧肯纳根谷   |            | 3公頃（7.4英畝）   | 马尔桑，瑚珊，灰比诺，马尔贝克，仙粉黛       | 自有。主要种植欧肯纳根不常见的葡萄品种                             |
| 第一民族     | 欧肯纳根谷   |            | 265公頃（650英畝） |                                              |                                                                    |